# Crypteffigies lanius
Crypteffigies lanius is een insect dat behoort tot de orde vliesvleugeligen (Hymenoptera) en de familie van de gewone sluipwespen (Ichneumonidae). De wetenschappelijke naam van de soort werd voor het eerst geldig gepubliceerd door Gravenhorst in 1829. Volwassen exemplaren meten 7 tot 10 mm.